# 阿亞古茲
阿亞古茲是哈薩克的城鎮，由阿拜州負責管轄，是阿亞戈茲區首府，位於該國東部，始建於1831年，面積161平方公里，海拔高度654米，每年平均降雨量328毫米，2012年人口37,316。
1937年中国抗日战争爆发后，当时的“西北国际大通道”由苏联土西铁路的阿亞古茲转公路运输，在塔城入境，再经迪化、哈密、兰州、西安至四川广元。由迪化至兰州的兰新公路须行车9天。兰州以东经六盘山至西安为早年所修西兰公路。